# Maas Brothers
Maas Brothers was een toonaangevend warenhuis in Tampa, Florida, opgericht door Abe en Isaac Maas in 1886, dat uitgroeide van een kleine winkel van 7 bij 27 meter tot een warenhuisketen van 39 winkels langs de Golfkust van Florida. Het merk Maas Brothers verdween in 1991 van de markt toen het werd samengevoegd met de warenhuisketen Burdines, die op zijn beurt in 2005 fuseerde met Macy's.

## Geschiedenis
Abe en Isaac Maas begonnen hun carrière in de detailhandel in Cochran, Georgia, waar ze samenwerkten met hun broers Jacob en Sol. In 1880 had Abe een winkel in Dublin, Georgia, en in 1885 had Isaac een hoedenwinkel in Ocala. In 1886 besloot Abe te verhuizen naar een betere locatie en koos hij voor Tampa, destijds een klein dorpje aan de westkust van Florida. Abe werd geciteerd  als zeggende: "Het is een stad aan het water. Wie weet? Misschien wordt het ooit nog wat." Abe Maas opende het Dry Goods Palace op 10 december 1886. Op 15 september 1887 sloot zijn broer Isaac zich officieel bij hem aan en de winkel werd omgedoopt tot Maas Brothers. Nadat de eerste twee vestigingen te klein waren geworden, opende Maas Brothers in 1921 haar derde en grootste winkel. Deze winkel was het op één na grootste warenhuis in Florida en bevatte de eerste roltrap die in Florida werd geïnstalleerd. In 1929 domineerden de Maas Brothers de westkust van Florida. Het stond bekend als "Greater Tampa's Greatest Store".

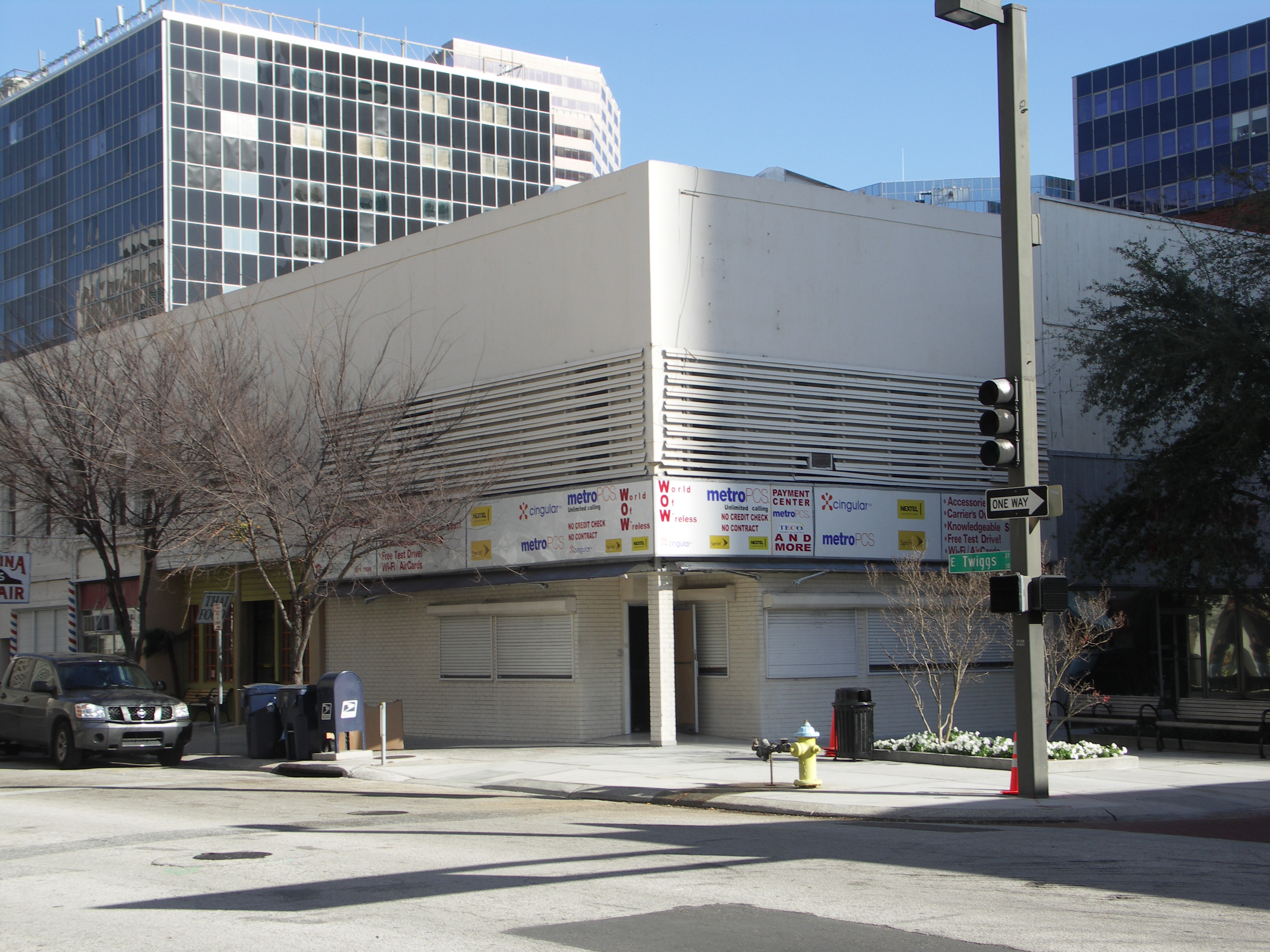
De eerste Maas Brothers-winkel is de enige winkel in het stadscentrum die nog overeind staat

### Allied Stores Corporation
In 1929 verkochten Abe en Isaac Maas Maas Brothers aan Hahn Department Stores. Maas Brothers kreeg de koopkracht van de 28 warenhuizen, terwijl Hahn er een andere succesvolle keten met een trouwe klantenkring bij kreeg. In 1935 veranderde Hahn Department Stores haar naam in Allied Stores Corporation. Hoewel Maas Brothers eigendom was van een nationaal bedrijf, werd het nog steeds gerund door de familie Maas. In 1935 overleed Isaac Maas, die destijds voorzitter van de raad van bestuur was, op 71-jarige leeftijd. Abe Maas, die president was, werd voorzitter. Jerome A. Waterman, de neef van Abe en Isaac, werd president. Jerome sloot zich in 1907 aan bij de Maas Brothers. Abe Maas overleed in 1941 op 86-jarige leeftijd.

### Uitbreiding
In 1948 opende Maas Brothers haar eerste filiaal met een volledig assortiment in het centrum van Saint-Petersburg. Andere filialen werden in 1954 geopend in het centrum van Lakeland, in 1956 in het centrum van Sarasota en in 1961 in het centrum van Clearwater. Maas Brothers opende zijn eerste winkel in een winkelcentrum in 1965, in de Edison Mall in Fort Myers. In 1981 opende Maas Brothers haar 17e winkel in de Gulf View Square Mall in Port Richey. Dit was de laatste winkel van Maas Brothers die gebouwd werd. In 1985 nam Maas Brothers de in Savannah, Georgia, gevestigde winkels over van de keten Levy's of Savannah (opgericht in 1871 als B.H. Levy & Bro.) dat eveneens van Allied Stores was.

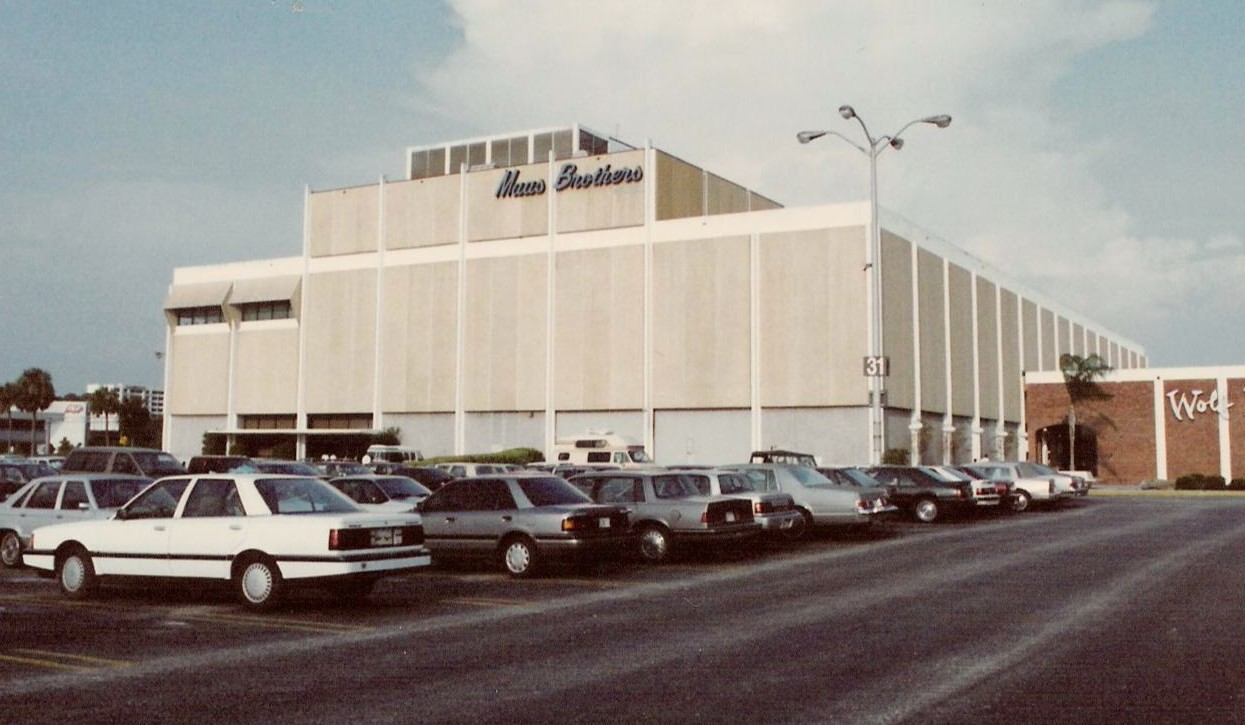
West Shore Plaza-winkel 1991

### Overname door Campeau
In 1986 vierde Maas Brothers haar 100-jarig bestaan. In hetzelfde jaar voltooide de Canadese vastgoedontwikkelaar Robert Campeau zijn overname van Allied Stores Corporation. Als onderdeel van de liquidatie en kostenbesparing werd Maas Brothers in 1987 samengevoegd met de zwakkere keten Jordan Marsh Florida aan de oostkust van Florida (Jordan Marsh van Allied Stores was in 1956 vanuit New England uitgebreid en vormde later een aparte Allied Stores-divisie). Het plan was dat de sterkere Maas Brothers het zwakkere Jordan Marsh zou helpen. Hiermee kwam het totale aantal winkels op 39, verspreid over Florida, Georgia en South Carolina. In 1989 werd de officiële winkelnaam gewijzigd in Maas Brothers/Jordan Marsh.
In 1988 lanceerde Campeau een succesvolle overnamestrijd met Macy's voor Federated Department Stores. Ironisch genoeg zou Federated Macy's in 1994 overnemen. Met de overname van Federated werd de formele rivaal van Maas Brothers, Burdines, gevestigd in Miami, de zusterketen. Zoals bij de overname van Allied Stores, werden verschillende back office-afdelingen voor Maas Brothers, Jordan Marsh en Burdines geconsolideerd om de kosten te verminderen.

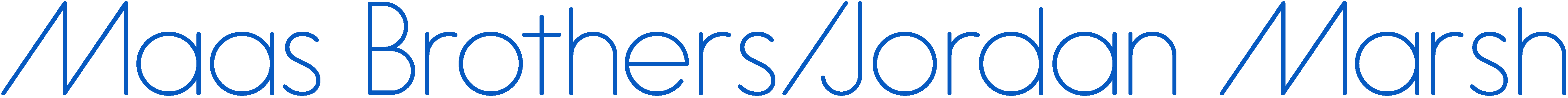
Logo van Mass Brothers-Jordan Marsh

### Faillissement en fusie
In 1989 hadden Federated Department Stores en Allied Stores moeite om de schulden af te betalen die ze hadden opgelopen door de overnames. Op 16 januari 1990 vroegen Federated en Allied uitstel van betaling aan. Verschillende slecht presterende winkels werden gesloten, waaronder de vlaggenschipwinkel in het centrum van Tampa in februari 1991. Als onderdeel van het reorganisatieplan zouden de activiteiten in Florida worden geconsolideerd en zouden verschillende winkels worden gesloten. Het hoofdkantoor van Maas Brothers/Jordan Marsh werd in juli 1991 gesloten en samengevoegd met Burdines. Op 20 oktober 1991 werden de winkels van Maas Brothers officieel omgedoopt tot Burdines. Het merendeel van de voormalige Jordan Marsh-winkels werd verkocht omdat ze rechtstreeks concurreerden met Burdines. Burdines werd in 2005, samen met de andere Federated-divisies, met uitzondering van Bloomingdales, omgevormd tot Macy's.

### Voormalige locaties
| Stad                        | Locatie                                                  | Openingsjaar | Status |
| --------------------------- | -------------------------------------------------------- | ------------ | --- |
| Tampa                       | Downtown (Zack Street en Tampa Street)                   | 1921         | Gesloten in 1991. Gebouw is gesloopt.                                                                                  |
| Tampa                       | WestShore Plaza                                          | 1966         | In bedrijf als Macy's.                                                                                                 |
| Tampa                       | University Mall                                          | 1974         | Gesloten door Macy's in 2017. Van 2017 tot 2022 was het pand in gebruik als Dillard's Clearance Center. Pand gesloopt. |
| Tampa                       | Homestore (Gandy Boulevard)                              | 1956         | Later Macy's Furniture Gallery.                                                                                        |
| St. Petersburg              | Downtown (1st Avenue en 3rd Street North)                | 1948         | Gesloten in 1991. Gesloopt.                                                                                            |
| St. Petersburg              | Tyrone Square Mall                                       | 1972         | Later Macy's. |
| Clearwater                  | Downtown (Cleveland Street & Osceola Avenue)             | 1961         | Gesloten in 1991. Later Stein Mart. Gesloopt in 2019.                                                                  |
| Clearwater                  | Countryside Mall                                         | 1975         | Uitgebreid door Burdines in 2000. In bedrijf als Macy's.                                                               |
| Bradenton                   | DeSoto Square                                            | 1973         | Gesloten door Macy's in 2014.                                                                                          |
| Fort Myers                  | Edison Mall                                              | 1965         | In bedrijf als Macy's.                                                                                                 |
| Gainesville                 | Gainesville Mall                                         | 1968         | Gesloten door Burdines in de jaren 1990.                                                                               |
| Hilton Head, South Carolina | The Mall at Shelter Cove                                 | 1988         | Oorspronkelijk Jordan Marsh. Gesloten in 1991.                                                                         |
| Lakeland                    | Downtown (Kentucky & Lemon Streets)                      | 1954         | Gesloten door Burdines in 1994.                                                                                        |
| Naples                      | Coastland Center                                         | 1977         | Tweede etage toegevoegd door Burdines in 1995. In bedrijf als Macy's.                                                  |
| Ocala                       | Paddock Mall                                             | 1973         | Open als Macy's. |
| Port Richey                 | Gulf View Square                                         | 1981         | Gesloten door Macy's in 2015. Gesloopt.                                                                                |
| Sarasota                    | Downtown/Main Plaza (Main Street & Washington Boulevard) | 1958         | Gesloten in 1991. Gesloopt.                                                                                            |
| Sarasota                    | Sarasota Square                                          | 1976         | Gesloten door Macy's in 2017.                                                                                          |
| Savannah, Georgia           | Downtown                                                 | 1958         | Oorspronkelijk Levy's. Gesloten in 1987.                                                                               |
| Savannah, Georgia           | Oglethorpe Mall                                          | 1982         | Oorspronkelijk Levy's. Gesloten in 1991.                                                                               |
| Tallahassee                 | Governor's Square                                        | 1979         | Later Macy's. In januari 2024 werd sluiting aangekondigd.                                                              |
| Winter Haven                | Citi Centre Plaza (voorheen Winter Haven Mall)           | 1977         | Omgebouwd door Burdines in 2000. In bedrijf als Macy's.                                                                |

### Winkels

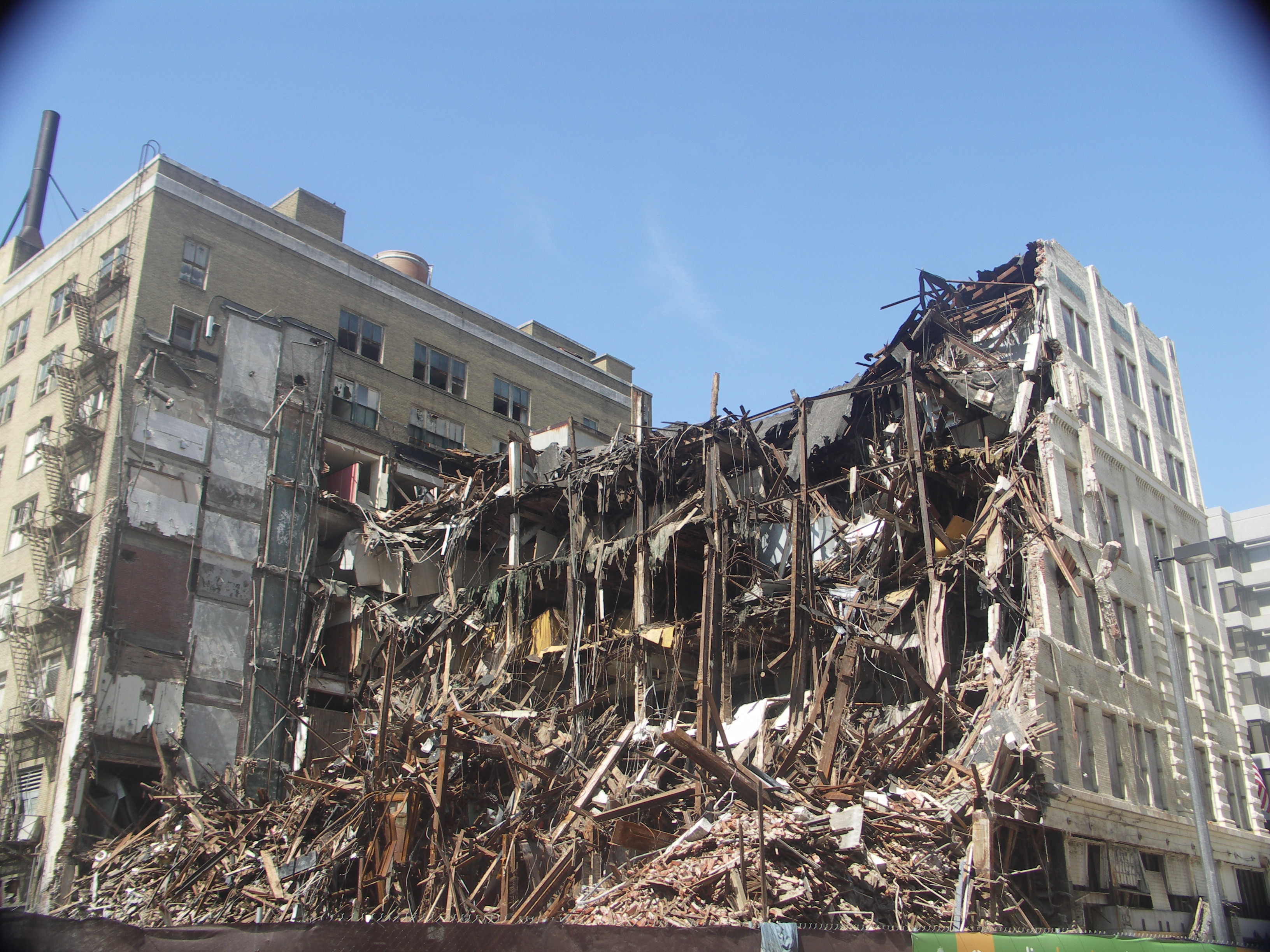
Sloop van de winkel in het centrum van Tampa in 2006

Veel van de Maas Brothers-winkels die zich ontwikkelden als hoofdwinkels in winkelcentra, zijn nog steeds Macy's-winkels. De winkels in het stadscentrum zijn echter gesloten en er is er nog maar één open.
- Sarasota. De winkel in het centrum van Sarasota sloot in 1991 en werd in oktober 1996 afgebroken om plaats te maken voor een bioscoop met 20 zalen.
- Sint-Petersburg. Het stadscentrum van Sint-Petersburg beleefde een interessant vervolg en kende een herontwikkeling. De winkel omvatte de oorspronkelijke winkel op de noordoostelijke hoek van 1st Avenue en 3rd Street North (bekend als "The Sunshine Corner") en verschillende uitbreidingen die bijna een heel stadsblok besloegen. Na de sluiting van de winkel in 1991 stonden de gebouwen enkele jaren leeg, totdat ze van 1995 tot 2005 werden verhuurd aan het Florida International Museum (FIM). Tijdens de exploitatie leende de FIM geld van de stad Sint-Petersburg om het pand te kopen. Zo hoefden er geen huurkosten meer betaald te worden. Hoewel de Titanic-tentoonstelling van 2008 800.000 bezoekers naar het FIM trok, slaagde het museum er daarna niet in om de bezoekersaantallen te behalen die nodig waren om de beperkte, 'blockbuster'-tentoonstellingen te ondersteunen die het middelpunt van de programmering van het museum vormden. Uiteindelijk kon het museum zijn leningen niet meer betalen en nam de gemeente het pand in beslag. De gemeente stelde als eigenaar een ambitieus herontwikkelingsplan voor, wat ertoe leidde dat het oorspronkelijke warenhuis en de oostelijke aanbouw aan de zuidelijke helft van het blok gesloopt werden om de bouw van het hoofdkantoor van Progress Energy mogelijk te maken. Ook begon het St. Petersburg College met de aanpassingen om de meubelwinkel om te bouwen tot een onderwijsinstelling. Als voorwaarde voor de bouw van het nieuwe hoofdkantoor van Progress Energy eisten stadsfunctionarissen dat het grote antieke terrazzo- en koperen medaillon dat in het trottoir was ingelegd bij de hoofdingang van de oorspronkelijke winkel, zou worden verwijderd. Op het medaillon staat "The Sunshine Corner" en het toont een kaart van Florida en een zon met een lange koperen straal die deze plek in Sint-Petersburg raakt. Toen de Progress Energy Tower voltooid was, werd het medaillon op zijn oorspronkelijke plek in het trottoir teruggeplaatst om het voor toekomstige generaties te bewaren.
- Tampa. In 2006 werd het warenhuis in het centrum van Tampa, dat 15 jaar lang leeg had gestaan en verwaarloosd was, gesloopt om plaats te maken voor een appartemententoren. Na de vastgoedcrisis werden de plannen voor de bouw van een appartementencomplex in de ijskast gezet en werd het perceel verkocht. Nu is het een parkeerplaats geworden.
- Clearwater. De winkel in het centrum van Clearwater werd het Harborview Center en zou in mei 2010 worden gesloopt. In augustus 2010 huurde een filmploeg het gebouw voor vijf maanden voor de opnames van de verhuisfilm "A Dolphin's Tale", waardoor het gebouw tijdelijk uitstel kreeg.
- Lakeland. De winkel in het centrum van Lakeland bleef open onder de naam Burdines tot 1994, toen deze verhuisde naar Lakeland Square Mall. Het is het hoofdkantoor van Watkins Trucking, dat nu onderdeel is van FedEx.